# Delias imitator
Delias imitator är en fjärilsart som beskrevs av Sir George Hamilton Kenrick 1911. Delias imitator ingår i släktet Delias och familjen vitfjärilar. Inga underarter finns listade i Catalogue of Life.